# إي. ألكسندر بيرغستروم
إي. ألكسندر بيرغستروم (بالإنجليزية: E. Alexander Bergstrom) هو عالم طيور وعالم حيوانات أمريكي، ولد في 11 مارس 1919 في بوسطن في الولايات المتحدة، وتوفي في 21 مارس 1973 في هارتفورد في الولايات المتحدة.